# Доманове
Дома́нове — село в Україні, у Ратнівській селищній громаді Ковельського району Волинської області. Населення становить 289 осіб.
У селі розташований прикордонно-пропускний пункт Доманове. Через село проходить траса міжнародного значення E85 сполученням Клайпеда — Александруполіс. На цій ділянці сполучення відбувається між Кобринєм та Ковелем.
Відстань до центру громади становить понад 23 км і проходить автошляхом E85, з яким збігається М19.

## Історія
У 1906 році хутір Гірниківської волості Ковельського повіту Волинської губернії. Відстань від повітового міста 74 верст, від волості 25. Дворів 5, мешканців 30.
12 червня 2020 року, відповідно до розпорядження Кабінету Міністрів України № 708-р «Про визначення адміністративних центрів та затвердження територій територіальних громад Волинської області», увійшло до складу Ратнівської селищної територіальної громади.
19 липня 2020 року, в результаті адміністративно-територіальної реформи та ліквідації Ратнівського району, село увійшло до новоутвореного Ковельського району.

## Населення
Згідно з переписом УРСР 1989 року чисельність наявного населення села становила 293 особи, з яких 150 чоловіків та 143 жінки.
За переписом населення України 2001 року в селі мешкало 286 осіб.

### Мова
Розподіл населення за рідною мовою за даними перепису 2001 року:
| Мова       | Відсоток |
| ---------- | -------- |
| українська | 98,96 %  |
| російська  | 0,69 %   |
| білоруська | 0,35 %   |